# Biederbach
Biederbach là một thị xã thuộc huyện Emmendingen, bang Baden-Württemberg, Đức. Đô thị này có diện tích 31,35 km², dân số thời điểm 31 tháng 12 năm 2020 là 1744 người.